# Mario Conti
Mario Conti (* 21. März 1902 in Turin; † unbekannt) war ein italienischer Diplomat.
Er war der Sohn von Bice Bonelli und Aldo Conti.
Er schloss ein Studium der Rechtswissenschaft ab.

## Werdegang
Von 1953 bis 1955 war er Gesandter Italiens in Tripolis (Königreich Libyen).
1956 leitete er die Abteilung Kultur des Außenministeriums.
Von 1960 bis 1969 war er Botschafter in Athen. Er wurde anlässlich des Staatsstreich vom 21. April 1967, welcher zur Griechischen Militärdiktatur führte, nicht abberufen, sondern unterzeichnete einen Kreditvertrag für das Kabinett Leone II zu Gunsten der Griechischen Militärjunta, welchen Giusto Tolloy (1907–1987), vom 24. Februar 1966 bis 25. Juni 1968 war Minister für internationalen Handel der Italienischen Republik im Kabinett Moro III gesperrt hatte.
Das Kabinett Leone II argumentierte, dass es sich nicht um ein neues Darlehen handelt, sondern um alte Verpflichtungen, die aus dem Status eines Konsortiums resultieren, das 1962 von den NATO-Mitgliedstaaten zur Kreditvergabe an Griechenland gegründet wurde. Es war bekannt, dass der Staatsstreich, welcher am 21. April 1967, eingetretenen war von diesen Kreditzusagen entband, zumal jedes Zugeständnis das den Obersten eingeräumt wurde, ein Hindernis für den griechischen Kampf um die Demokratie darstellte. Andererseits wurde angenommen, dass das italienische Darlehen nicht den Interessen der griechischen Wirtschaftsentwicklung diente, sondern überwiegend neue italienische Exporte nach Griechenland zu finanziert hätte.